# Rivière-Salée
Rivière-Salée é uma comuna francesa no departamento ultramarino da Martinica. Estende-se por uma área de 39.38 km², e possui 11.857 habitantes, segundo o censo de 2018, com uma densidade de 300 hab/km².